# کارکس آنگوستاتا
کارکس آنگوستاتا (نام علمی: Carex angustata) نام یک گونه از سرده جگن است.